# Аустроугарски логори 1914—1918.
Аустроугарски логори 1914—1918. били су привремене засебне и изолационе целине у којима су Аустроугарске војне власти континуирано све време Првог светског рата у Србији држале у изолацији интерниране цивиле и заробљене војнике, са сопствене и привремено окупиране територије.

## Значај оснивања логора
Аустроугарска царевина је у Првом светском рату масовно користила концентрационе логоре у остваривању својих ратних циљева.
У Архиву Војске Србије налази се изворни документ који сведочи о броју логора и логораша на територији Аустроугарске из 1916. године. На том списку стоји да је у том тренутку било 300 логора са 64.942 заточеника, а међу њима 10 великих, док је у исто време у Немачкој било 50 логора са 39.245 заточеника. Први народ који је дошао под удар аустроугарских логора био је српски народ, а у мноштву тих логора десио се прави помор. Чак и пре почетка Првог светског рата у њих су почели да одводе цивиле: мушкарце, жене, децу и старце.
Од првог напада на Србију 12. августа 1914. године, као и током читавог Првог светског рата, Аустроугарска је поред ратних заробљеника из Србије одводила и цивилно становништво. То су касније радиле Немачка и Бугарска, а један број логораша пребациван је и у Турску. Затварали су их у више стотина логора, а по потреби и премештали из једног логора у други, па и из једне државе у другу.
Срби су у тим логорима масовно умирали, исцрпљени глађу, лошим смештајем, оскудицом одеће и обуће, слабом хигијеном и здравственом заштитом, тешким и опасним радом, тортуром и пљачком, а поред свега тога харале су епидемије заразних болести, посебно пегавог и трбушног тифуса, дизентерије и туберкулозе.
Аустроугарска је имала одвојене логоре за сваку нацију: Србе, Русе, Италијане итд., мада су у каснијем периоду мешали затворенике. У логоре за Србе заједно су затварани интернирани Срби из Црне Горе, који нису сматрани заробљеницима, већ цивилима након капитулације Црне Горе почетком 1916. године, а такође и Срби из Босне и Херцеговине и Хрватске, тадашњи поданици Аустроугарске.

## Фазе у раду логора
Организација рада и живота у логорима може се поделити на више хронолошких фаза.

### Прва фаза
Прва фаза је трајала од јула до децембра 1914. године.
Због различитог облика и метода спровођења, прва фаза се може додатно поделити на три засебне хронолошко тематске целине:

#### Задржавање и хапшење грађана који су се затекли у Аустроугарској пред почетак рата
Овај део прве фазе, почео је пре самог почетка рата, односно неколико дана пред објаву мобилизације. Она је имала за циљ интернирање особа које су се у том моменту затекли на територији Аустроугарске монархије, а оне су по Уредби Министарства унутрашњих послова Аустроугарске и Ратног одељење из Беча проглашени лицима из „непријатељских земаља.”
У овој фази у јулу 1914. године задржано је око 1.000. људи од којих је већина по хапшењу интернирана у следеће новоосноване импровизоване логоре или места за заточење:
| Први импровизовани логори или места за заточење основани 1914.                     | Први импровизовани логори или места за заточење основани 1914. |
| Аустријски део монархије                                                           | Угарски део монархије                                          |
| ---------------------------------------------------------------------------------- | -------------------------------------------------------------- |
| - Логор Дрозендорф - Логор Карлштајн - Логор Илмау - Логор Гросау - Логор Куфштајн | - Логор Ђенђеш - Логор Вац - Логор Лугош - Логор Арад          |

У овој фази заточеништва нтернирани поданици нису били у класичном логору, већ су били заточеници са ограниченом слободом кретања, смештени у ненаменским или импровизованим објектима, у којима су владали јако лоши животни услови. Након периода јако лоших услова до краја 1914. године, услови за живот у појединим логорима су се знатно побољшани, изграђени су кухиње, амбуланте и тоалети, а унете су и пећи за грејање.

#### Интернирање цивилног становништва са привремено окупираних територија Краљевине Србије
Интернирања цивилног становништва са привремено окупираних територија Краљевине Србије почело је у августу 1914. године када је аустроугарска армија током прве офанзиве на Краљевину Србију привремено заузела део Мачве и Подриња. Са ових привремено окупираних простора у интернацију је одведен велики број цивила, који су након времана проведеног у Тузли, Босанском Броду и Срему, касније спроведени у логоре широм Аустроугарске монархије.

#### Интернирање војника који су заробљени током ратних операција
Највише људи интернирано је током Битке на Дрини и у првој фази Колубарске битке, током којих је аустроугарска армија поново заузела део Мачве и Подриња, а почетком децембра и Београд и његову ширу околину. Тада су у највећем броју интернирани у логоре Нежидер и Болдогасоњ становништво са окупираних територија, Београђани и мештани села из његове најближе околине.

### Друга фаза
Друга фаза је трајала током и након завршетка велике непријатељске офанзиве у периоду октобар — децембар 1915. године, када је систему обе окупационе управе Србија проглашена за непостојећу државу, тако да су се политика интернирања и установа логора односиле углавном на цивилно становништво, пошто је српска војска делом изгинула, делом се повукла преко Албаније на Крф, а делом већ била у логорима за војне заробљенике.

### Трећа фаза
Трећа фаза односила се на период од 1916. до 1918. године, коју су спроводиле аустроугарске окупационе власти у својој окупационој зони, после успоставе Војног генералног гувернмана Србије.
У овом историјском периоду политика интернирања и установа логора сматране су за веома ефикасно средство у реализацији крајњих циљева Аустроугарске према српском народу уопште. Имајући у виду да је српска војска делом изгинула, делом се повукла преко Албаније на Крф, а делом се нашла у логорима за војне заробљенике, до краја 1915. године интернирања из Србије у логоре Аустро-Угарске, али и Бугарске, односила су се практично на цивилно становништво. Обе окупационе силе прогласиле су непостојање Србије као државе, а српске грађане без утврђеног правног статуса и грађанског идентитета” 

## Епилог
Коначан број логора са српским ратним заробљеницима и интернираним цивилима, као ни број умрлих и преживелих у тим логорима, заснива се на процени а не на чињеничом стању, јер до данас није обављен попис свих логора.
Такође је процењено да је у Аустроугарску било интернирано 50.000 цивила, од којих је у логорима умрло 20.000.
| Број логораша и српских жртава у 10 највећих логора Аустроугарске за време Првог светског рата | Број логораша и српских жртава у 10 највећих логора Аустроугарске за време Првог светског рата | Број логораша и српских жртава у 10 највећих логора Аустроугарске за време Првог светског рата | Број логораша и српских жртава у 10 највећих логора Аустроугарске за време Првог светског рата | Број логораша и српских жртава у 10 највећих логора Аустроугарске за време Првог светског рата |
| Логор                                                                                          | Укупно логораша                                                                                | Број српских логораша                                                                          | До сада утврђено српских жртава                                                                | Процена српских жртава                                                                         |
| ---------------------------------------------------------------------------------------------- | ---------------------------------------------------------------------------------------------- | ---------------------------------------------------------------------------------------------- | ---------------------------------------------------------------------------------------------- | ---------------------------------------------------------------------------------------------- |
| 1. Арадска тврђава                                                                             | –                                                                                              | 11.000–15.000                                                                                  | 4.317                                                                                          | > 4.317                                                                                        |
| 2. Добој                                                                                       | –                                                                                              | 45.791                                                                                         | 8.000                                                                                          | 10.000–12.000                                                                                  |
| 3. Нађмеђер                                                                                    | –                                                                                              | 21.000                                                                                         | 5.927                                                                                          | > 7.000                                                                                        |
| 4. Нежидер                                                                                     | –                                                                                              | 14.500                                                                                         | 9.700                                                                                          | > 9.700                                                                                        |
| 5. Болдогасоњ                                                                                  | 11.613 (1916)                                                                                  | 11.613                                                                                         | 7.000                                                                                          | > 7.000                                                                                        |
| 6. Шопроњек                                                                                    | 35.000–40.000                                                                                  | 25.000+3.000                                                                                   | 5.715                                                                                          | > 5.715                                                                                        |
| 7. Маутхаузен                                                                                  | 40.000                                                                                         | 15.000                                                                                         | 8.256                                                                                          | > 8.256                                                                                        |
| 8. Ашах на Дунаву                                                                              | –                                                                                              | 10.903                                                                                         | 5.362                                                                                          | > 5.362                                                                                        |
| 9. Јиндриховице (Хајнрихсгрин)                                                                 | 66.000                                                                                         | 40.000                                                                                         | 2.573 гробних м.                                                                               | > 2.573                                                                                        |
| 10. Браунау (Бохемија)                                                                         | 35.000                                                                                         | 35.000                                                                                         | 2.674 гробних м.                                                                               | > 2.674                                                                                        |
| Укупно                                                                                         | 299.807                                                                                        | 236.807                                                                                        | 59.524                                                                                         | > 64.597                                                                                       |

Најновија истраживања која су базирана на изворима првог реда нам за сада дају значајно другачије податке за умрле из Краљевине Србије и они износе: Аустрија око 25.000, Мађарска око 2.000, Чешка и Словачка око 11.000, Румунија око 2.000 и Босна и Херцеговина око 1.000. Укупно око 41.000 умрлих.